# حبيب (فلم قصير)
حبيب فيلم مصري قصير صدر عام 2019، من سيناريو واخراج شادى فؤاد ومن بطولة سيد رجب وسلوى محمد علي. الفيلم مدته 23 دقيقة. تم عرضه لأول مرة في تونس في مهرجان أيام قرطاج السينمائية 29 أكتوبر 2019. فاز الفيلم بالجائزة الذهبية في مهرجان جنيف للأفلام الشرقية بسويسرا. وقع عليه الاختيار للمشاركة في المسابقة الرسمية لمهرجان السينما الأفريقية  بتولوز - فرنسا – الذي ينطلق في الفترة ما بين 23 وحتى 30 أغسطس، كما نافس أيضاً في مهرجان الأقصر للسينما الإفريقية.

## طاقم التمثيل
| - سيد رجب: في دور حبيب - سلوى محمد علي: في دور نادية - علي صبحي: في دور يوسف - مجدي الباسوسي: في دور رشدي - مينا نادر: في دور عمرو | - كوكو: في دور شاب - بولا ماهر: في دور المصور - حسن عبد الوهاب: في دور البائع - لمياء الخولي: في دور أم الطفل - أوشا: في دور الطفل |

## أحداث الفيلم
حبيب رجل في منتصف الستينات من عمره، يعمل حلاق رجالي، حيث يخصص مكان في بيته يأتي إليه عملائه من أهل الحي، والذين يعرفوه من زمن بعيد للحلاقة. يبدأ الفيلم وحبيب يقص شعر شاب من أهالي الحي، الذي ينظر إلى صورة معلقة على الجدار للممثل فريد شوقي ويسأل حبيب لماذا يعلق هذه الصورة، ويجيب حبيب إنها صورة والده الذي كان كثير من الناس يخلط بينه وبين فريد شوقي. يترك الشاب قبل ان ينهي قص شعره ويدخل إلي غرفة نومه، وتطلب منه زوجته ان يتحدث إلى ابنه كمال الذي سافر للعمل بالخارج. يدور بين حبيب وزوجته حوار ينتهي بشجار. يعود حبيب لإنهاء قص شعر الشاب بينما يجلس شابان في انتظار دورهم لقص الشعر، أحدهم هو يوسف الشاب الذي تولى رعايته حبيب بعد وفاة والده. يشعر حبيب بالذنب تجاه الزوجة التي تشاجر معها، ويعود للاعتذار، بل انه يسمعها أبيات شعر كتبها خصيصاً لها. تنظر الزوجة إلى صورة زفافهما التي التقطت منذ أكثر من 40 سنة، ويعرض عليها حبيب أخذ صورة زفاف جديدة فقد ترك شخص من أهل الحي فستان زفاف عنده حيث ان محل كي الملابس كان مغلقاً.
يترك حبيب الشباب المنتظر لقص الشعر ويذهب لشراء بدلة زفاف للصورة. يدعي للبائع انه يريد أخذ رأي زوجته ويطلب ان يذهب أحد بصحبته إلى بيته لعرض البدلة على الزوجة، وهناك يطلب من يوسف الذهاب لإحضار مصور لتصويره ببدلة الزفاف وزوجته بفستان الزفاف.

## استقبال الفيلم
شارك الفيلم في المسابقة الرسمية لمهرجان السينما الأفريقية بتولوز بفرنسا، وحظي بعرض عالمي أول في أيام قرطاج السينمائية بتونس، كما نافس في مهرجان الأقصر للسينما الأفريقية، حيث تم ترجمة الفيلم للعرض في مهرجان افريقيا  29 نوفمبر 2020، وكان المخرج شادي فؤاد قد صرح بأن الفيلم لن يتم عرض بدور العرض السينمائية إلا بعدما يتم عرضه بالمهرجانات.
“حبيب” فيلم مصريّ قصير أخرجه وألَّفه “شادي فؤاد”. لكنَّ هذه الجُملة لا تحمل تعريفًا عن فيلم يستحق المُشاهدة والتأمُّل والاحتذاء، توفَّرتْ فيه عناصر نجاح داخل العمل وخارجه. وبعد تناول عناصر نجاحه الداخليَّة نتوقَّف أمام عناصر خارجيَّة -أو إداريَّة- توفَّرتْ في الفيلم وكيف نستثمرها.
كتبت البوابة الإلكترونية اليومية "الوطن": "نشرت الممثلة زينة صورة تجمعها بالفنان سيد رجب، على حسابها الشخصي بموقع انستجرام، معلقة عليها بقولها: "كله يقول مبروك، أنا وأستاذ سيد رجب"، دون توضيح مقصدها، وذكرت مصادر لصحيفة "الوطن"، أنَّ سبب المباركة وهو حصول الفيلم القصير "حبيب" الذي يقوم ببطولته الفنان سيد رجب على تنويه خاص وتقدير ضمن حفل توزيع جوائز مهرجان الأقصر للسينما الأفريقية.

## وصلات خارجية
- حبيب (فيلم قصير) على موقع IMDB
- حبيب (فيلم قصير) على موقع السينما